# Materiales monocapa

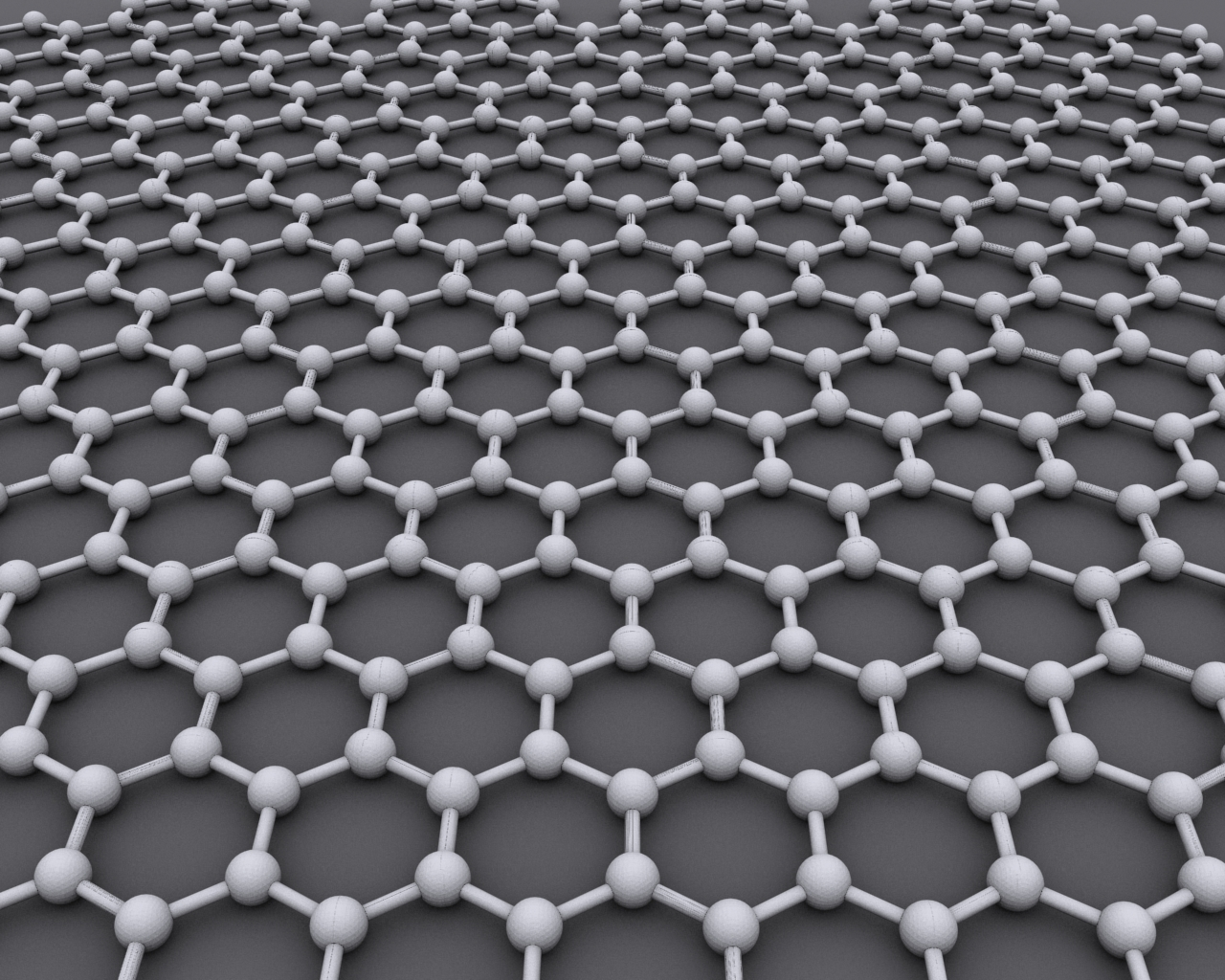
El grafeno es una capa única de átomos de carbono dispuestos en forma de panal.

En ciencia de materiales, el término materiales monocapa (single-layer), materiales de una sola capa, materiales de una única capa o materiales 2D se refiere a sólidos cristalinos constituidos por una sola capa de átomos. Estos materiales son prometedores para varios usos, pero de momento solo el grafeno tiene ya aplicaciones prácticas, mientras que los otros siguen siendo objeto de investigación. 
Los materiales monocapa formados por un solo elemento químico generalmente se nombran añadiendo el sufijo -eno a las primeras letras de ese elemento o de una forma en que se presenta. Por ejemplo, grafeno, derivado del grafito, una forma en que se presenta el carbono. Los materiales de una sola capa que son compuestos de 2 o más elementos tienen sufijos -ano o -uro. Los materiales 2D generalmente se pueden clasificar como alótropos 2D de varios elementos o como compuestos (de 2 o más elementos químicos unidos por un enlace covalente).
Se ha predicho que podrían elaborarse cientos de materiales monocapa estables. La estructura atómica y las propiedades básicas calculadas de muchos materiales monocapa potencialmente sintetizables se pueden encontrar en bases de datos. Los materiales 2D se pueden producir utilizando principalmente enfoques top-down y bottom-up: en el primero se exfolian láminas monoatómicas (2D) de un bloque de material (3D). En el segundo se sintetiza la lámina a partir de átomos individuales. Los métodos de exfoliación incluyen sonicación, exfoliación mecánica, hidrotermal, electroquímica, asistida por láser y asistida por microondas.

## Materiales constituidos por un solo elemento químico

### C: grafeno y grafino
(la letra C no es por un orden A, B, C, sino el símbolo del elemento químico constitutivo, en este caso el carbono)

#### Grafeno
El grafeno (graphene en inglés) es un alótropo cristalino del carbono en forma de una lámina casi transparente (a la luz visible) de un átomo de espesor. Una lámina de grafeno es cientos de veces más resistente que una lámina del mismo peso de la mayoría de los aceros. Tiene la conductividad térmica y eléctrica más alta conocida, mostrando densidades de corriente un millón de veces mayores que las del cobre. Se produjo por primera vez en 2004.
Andre Geim y Konstantín Novosiólov ganaron el Premio Nobel de Física 2010 «por experimentos innovadores sobre el material bidimensional grafeno». Lo produjeron por primera vez pegando cinta adhesiva a un trozo de grafito, despegándola, y luego transfiriendo a una oblea de silicio los copos de grafeno que se habían quedado adheridos a la cinta.

#### Grafino
El grafino (graphyne en inglés) es otro alótropo de carbono bidimensional cuya estructura es similar a la del grafeno. Puede verse como una red de anillos de benceno conectados por enlaces de acetileno (enlaces triples C≡C). Dependiendo del contenido de los grupos acetileno, el grafeno puede considerarse una hibridación mixta, spn, donde 1 < n < 2, en comparación con el grafeno (sp 2 puro) y el diamante (sp 3 puro).
Los cálculos de primer principio utilizando curvas de dispersión de fonones y temperatura finita ab initio, y las simulaciones de dinámica molecular por mecánica cuántica mostraron que el grafino y sus análogos de nitruro de boro son estables.
La posibilidad del grafino se conjeturó antes de 1960. Todavía no ha sido sintetizado. Sin embargo, el grafdiino (graphdiyne en inglés, grafeno con grupos diacetileno) se sintetizó sobre sustratos de cobre. Recientemente, se ha afirmado que es un competidor del grafeno debido al potencial de los conos de Dirac dependientes de la dirección.

### B: borofeno

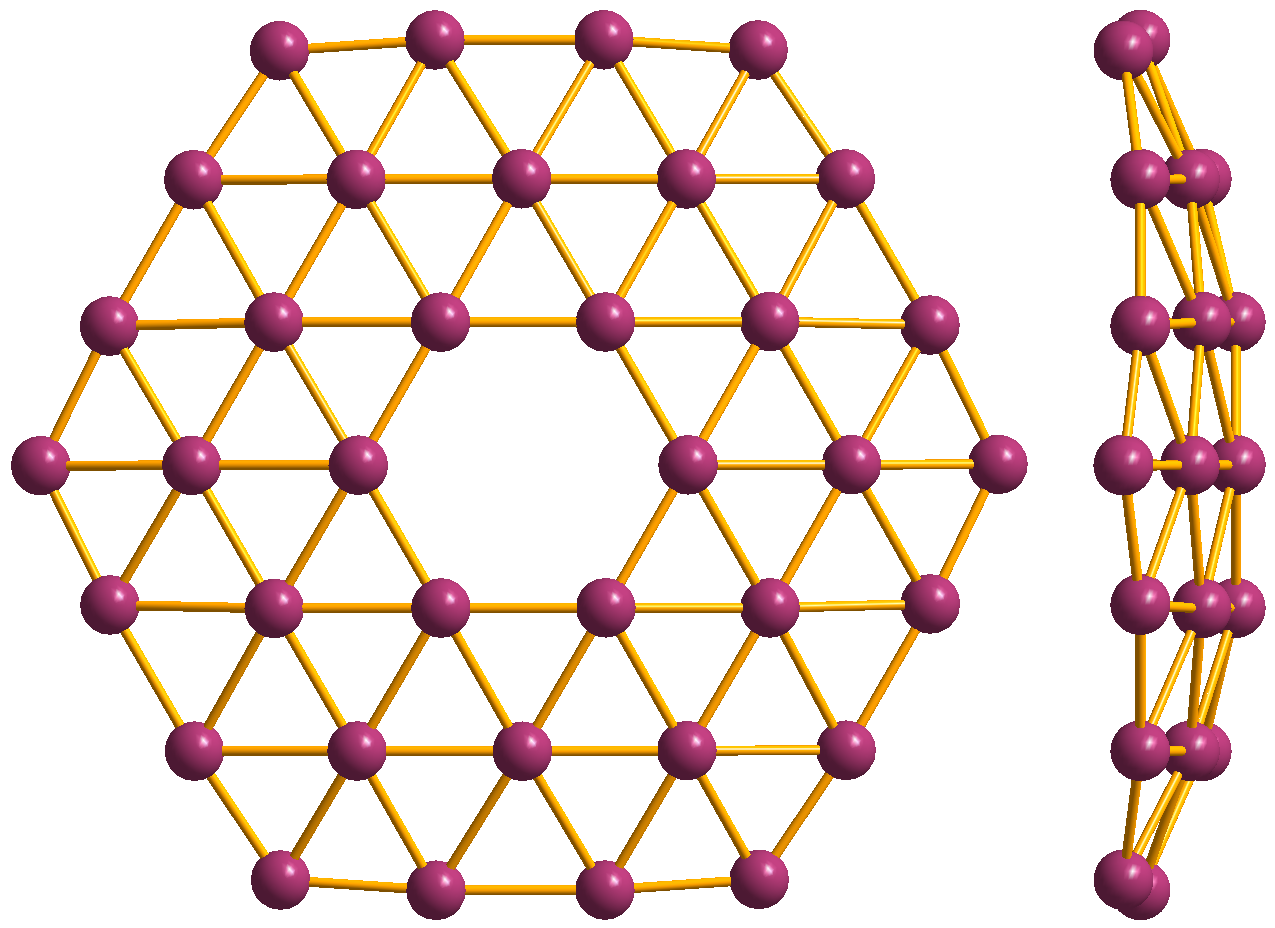
Vista frontal y lateral de una agrupación, que podría verse como el borofeno más pequeño

El borofeno es una monocapa atómica cristalina de boro. También se conoce como lámina de boro. La teoría predijo a mediados de la década de 1990 que podía existir en un estado independiente, y en 2015 Zhang et al. confirmaron experimentalmente distintas capas monoatómicas de borofeno en diferentes sustratos.

### Ge: germaneno
El germaneno es un alótropo bidimensional del germanio con una estructura de panal combado. El germaneno sintetizado experimentalmente muestra esa estructura de panal, que consta de dos subredes hexagonales desplazadas verticalmente 0,2 A (ángstroms) entre sí.

### Si: siliceno

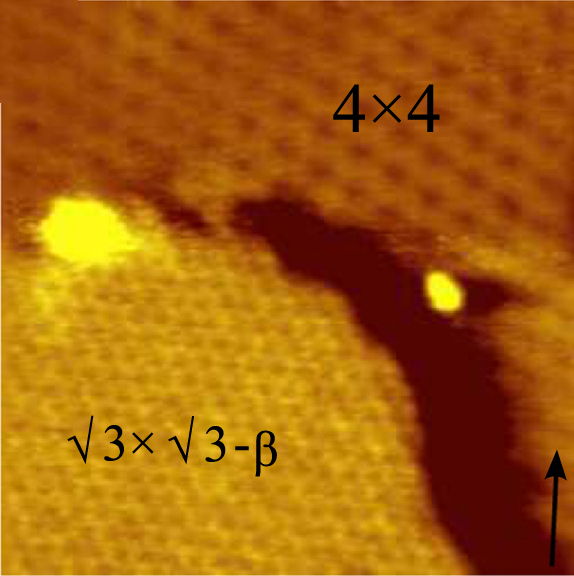
Imagen STM de la primera (4×4) y segunda capa (√ 3 × √ 3 - β) de siliceno depositado sobre una fina película de plata. El tamaño real de la estructura es 16×16 nm (nanómetros, 10^{-9} metros).

El siliceno es un alótropo bidimensional del silicio, con una estructura de panal hexagonal similar a la del grafeno. Para obtenerlo se depositan átomos de silicio sobre una superficie de una aleación Si/Ag(111), que sirve de andamio del material monocapa.

### Sn: estaneno

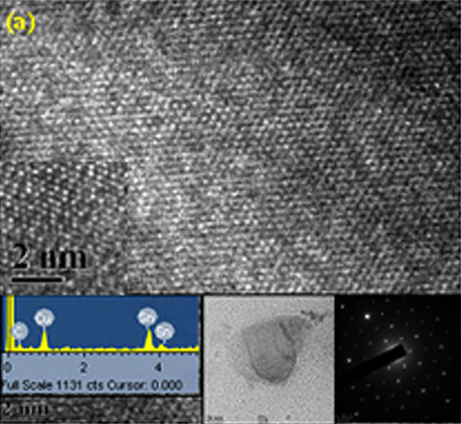
Imagen de celosía de un copo (flake) de estaneno. El cuadro central inferior muestra una microfotografía electrónica del copo a mayor escala. El cuadro derecho, casi todo negro, es un patrón de difracción de electrones que confirma la estructura hexagonal.

El estaneno es un aislante topológico predicho que puede mostrar corrientes eléctricas sin disipación (superconductividad) en sus bordes cerca de la temperatura ambiente. Está compuesto por una sola capa de átomos de estaño dispuestos de manera similar al grafeno. Su estructura combada conduce a una alta reactividad frente a los contaminantes atmosféricos comunes, como los óxidos de nitrógeno (NOx), el dióxido de carbono y el monóxido de carbono, y es capaz de atraparlos y disociarlos (por ejemplo en nitrógeno y oxígeno) a baja temperatura. Una determinación de la estructura del estaneno usando difracción de electrones de baja energía ha mostrado un estaneno ultraplano en una superficie de cobre(111).

### Pb: plumbeno
El plumbeno es un alótropo bidimensional del plomo, con una estructura de panal hexagonal similar a la del grafeno.

### P: fosforeno

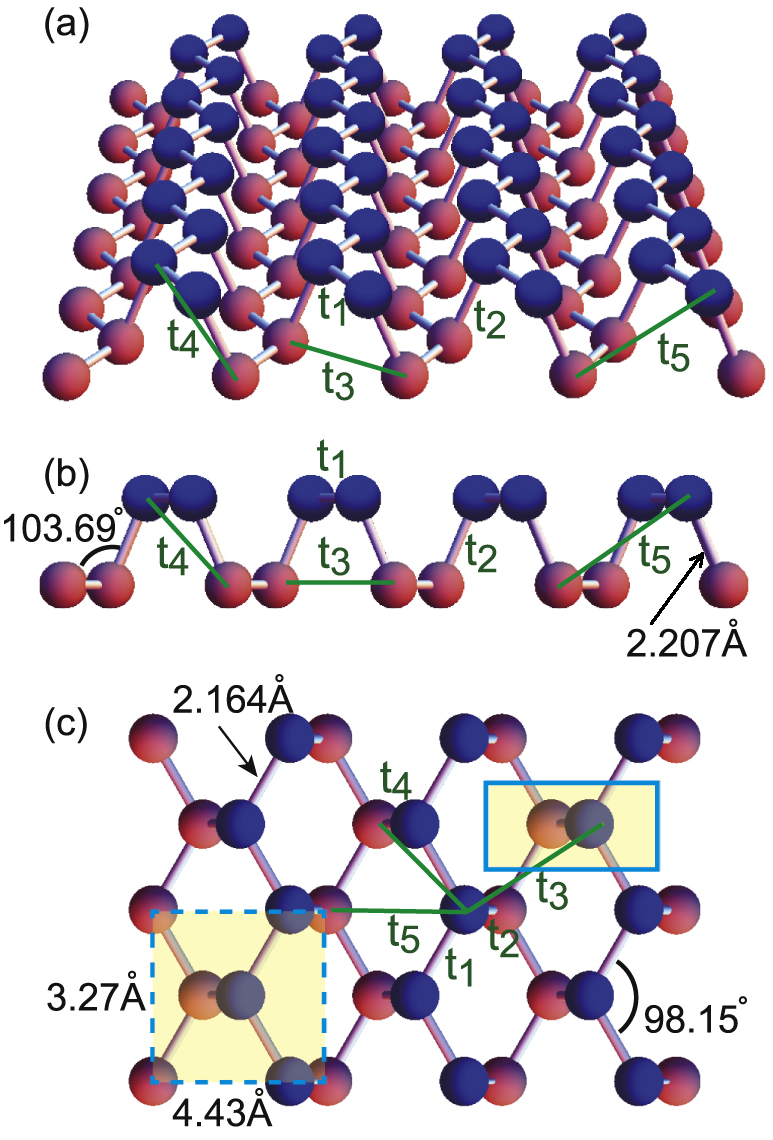
Estructura de fosforeno: (a) vista inclinada, (b) vista lateral, (c) vista superior. Las bolas rojas representan átomos de fósforo en la capa inferior, y las azules, en la superior.

El fosforeno es un alótropo cristalino bidimensional del fósforo. Su estructura hexagonal monoatómica lo hace conceptualmente similar al grafeno. Sin embargo, el fosforeno tiene propiedades electrónicas sustancialmente diferentes; en particular, posee una banda prohibida distinta de cero a la vez que muestra una alta movilidad de electrones. Esta propiedad lo convierte potencialmente en un mejor semiconductor que el grafeno. La síntesis de fosforeno consiste principalmente en métodos de escisión micromecánica o exfoliación en fase líquida. El primero tiene un rendimiento bajo, mientras que el segundo produce nanoláminas independientes en el solvente, pero no en el soporte sólido que sería necesario para su utilización. Los enfoques de abajo hacia arriba, como la deposición química de vapor (CVD), de momento no funcionan con el fósforo debido a su alta reactividad. Por lo tanto, actualmente el método más eficaz para la fabricación de películas delgadas de fosforeno sobre superficies grandes consiste en técnicas de ensamblaje en húmedo como Langmuir-Blodgett, que implica el ensamblaje seguido de la deposición de nanoláminas sobre soportes sólidos.

### Sb: antimoneno
El antimoneno es un alótropo bidimensional del antimonio, con sus átomos dispuestos en una red de panal combado. Los cálculos teóricos predijeron que el antimoneno sería un semiconductor estable en condiciones ambientales con un rendimiento adecuado para la (opto)electrónica. El antimoneno se aisló por primera vez en 2016 mediante exfoliación micromecánica y se descubrió que era muy estable en condiciones ambientales. y sumergido en agua. También se puede producir por exfoliación en fase líquida. Sus propiedades lo convierten también en un buen candidato para aplicaciones biomédicas y energéticas.
En un estudio realizado en 2018, se sometieron electrodos serigrafiados (SPE) modificados con antimoneno a una prueba de carga/descarga galvanostática utilizando un enfoque de dos electrodos para caracterizar sus propiedades supercapacitivas. La mejor configuración observada, que contenía 36 nanogramos (ng) de antimoneno en el SPE, mostró inicialmente una capacitancia específica de 1 578 F g- 1 a una corriente de 14 A g -1. Esta capacitancia cayó al 65 % de la inicial tras los primeros 800 ciclos de carga/descarga, pero luego permaneció entre el 65 % y el 63 % durante los 9 200 ciclos restantes. Es sistema antimoneno/SPE también mostró una densidad de energía de 20 mW h kg −1 y una densidad de potencia de 4,8 kW kg −1. Estas propiedades supercapacitivas hacen del antimoneno un material prometedor para electrodos de supercondensadores. 
Un estudio más reciente sobre SPE modificados con antimoneno muestra la capacidad inherente de las capas de antimoneno para formar capas pasivadas electroquímicamente para facilitar las mediciones electroanalíticas en entornos oxigenados, en los que la presencia de oxígeno disuelto normalmente dificulta el procedimiento analítico. El mismo estudio también describe la producción in situ de nanocompuestos de óxido de antimoneno/PEDOT:PSS como plataformas electrocatalíticas para la determinación de compuestos nitroaromáticos.

### Bi: bismuteno
El bismuteno es un alótropo bidimensional (2D) del bismuto. En 2015 se predijo que sería un aislante topológico y que conservaría su fase topológica cuando se depositara sobre carburo de silicio. La predicción se cumplió en 2016, cuando se consiguió por primera vez producir este material.
A primera vista es similar al grafeno, ya que los átomos de Bi se organizan en forma de panal. Sin embargo, la banda prohibida llega a 800 mV (milivoltios) debido al gran acoplamiento espín-órbita de los átomos de Bi y su interacción con el sustrato. Por lo tanto, las aplicaciones a temperatura ambiente del efecto Hall de espín cuántico están al alcance de la mano. 
Del bismuteno se ha dicho que es el mayor aislador topológico 2D de banda prohibida no trivial en su estado natural. La exfoliación de bismuteno a partir de un bloque tridimensional de bismuto se ha conseguido en varios casos, con trabajos recientes que proponen la implementación del bismuteno en la detección electroquímica. Emdadul et al. predijeron la resistencia mecánica y la conductividad térmica de fonones del β-bismuteno monocapa mediante análisis a escala atómica. La resistencia a la fractura a temperatura ambiente (300 K, unos 27 °C) obtenida es ~4,21 N/m en la dirección del sillón (armchair en inglés, una forma de denominar a una geometría de hexágonos) y ~4,22 N/m en la dirección en zigzag. A 300 K sus módulos de Young son ~26,1 N/m y ~25,5 N/m, respectivamente, a lo largo de las direcciones de sillón y zigzag. Además, su conductividad térmica de fonones prevista de ~1,3 W/(m∙K) a 300 K es considerablemente más baja que la de otros panales 2D análogos, lo que lo convierte en un material prometedor para operaciones termoeléctricas.

### Metales

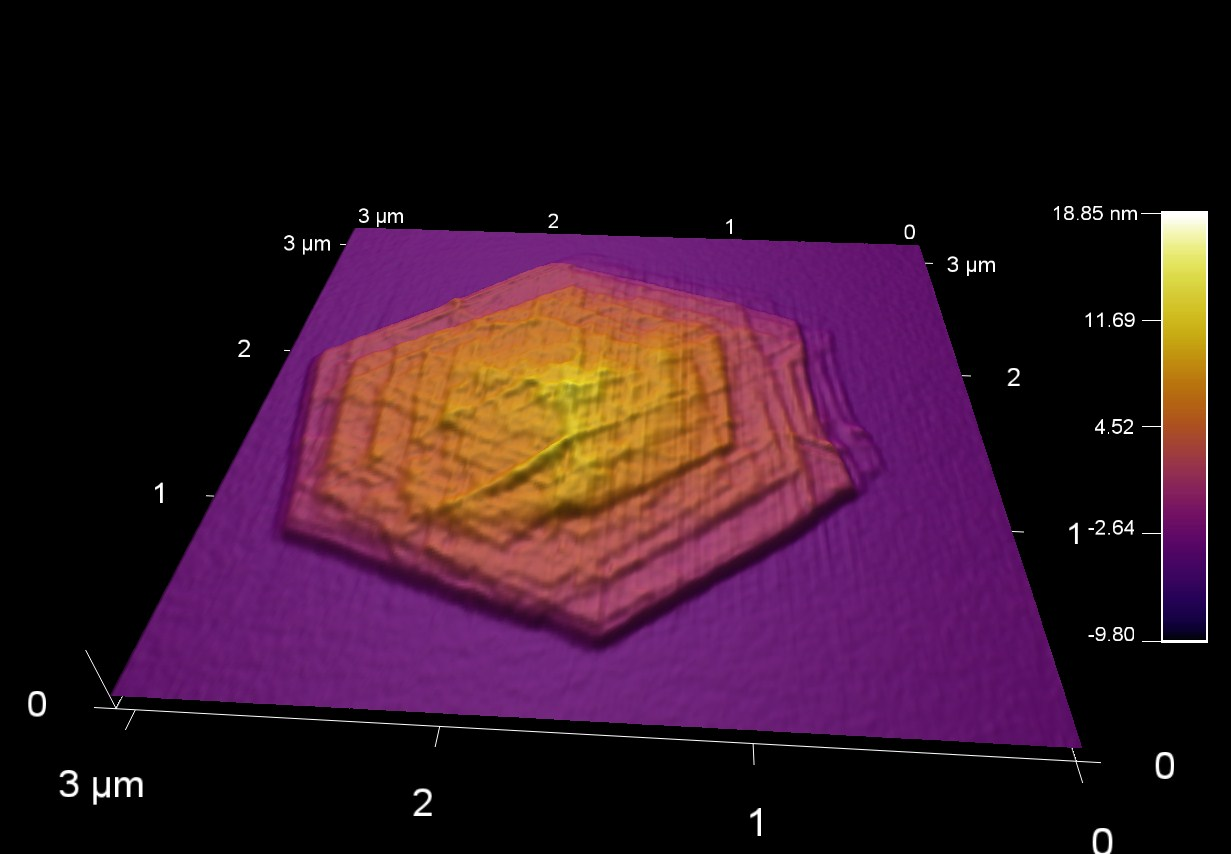
Imagen topográfica 3D AFM de una nanolámina de paladio multicapa.

Se han conseguido capas monoatómicas de platino en una geometría de lámina bidimensional. También de un grosor de 2 átomos. Estas películas de platino crecen epitaxialmente sobre grafeno, lo que impone una tensión de compresión que modifica la química de la superficie del platino, al mismo tiempo que permite la transferencia de carga a través del grafeno. Capas de un solo átomo de paladio con un espesor de hasta 2,6 Å, y rodio con un espesor inferior a 4 Å también se han sintetizado y caracterizado con microscopía de fuerza atómica y microscopía electrónica de transmisión.
En 2024, investigadores de la Universidad de Linköping (Suecia) consiguieron sintetizar el goldeno (del inglés gold, oro, símbolo Au)ː láminas de oro de un solo átomo de espesor. Un ejemplo de las diferentes propiedades de los materiales monocapa respecto a los tradicionales es que el oro normal es un buen conductor de la electricidad, mientras que el goldeno es semiconductor.

## Aleaciones 2D
Las aleaciones bidimensionales (o aleaciones de superficie) son una capa del grosor de un átomo que no se corresponde con el sustrato subyacente. Un ejemplo son las aleaciones ordenadas 2D de Pb con Sn y con Bi. Se ha descubierto que las aleaciones de superficie forman capas bidimensionales, como en el caso del siliceno.

## Supracristales 2D
Los supracristales de materiales 2D han sido propuestos y simulados teóricamente. Estos cristales monocapa están construidos con estructuras periódicas supraatómicas donde los átomos en los nodos de la red se reemplazan por complejos simétricos. Por ejemplo, en la estructura hexagonal del grafeno, los patrones de 4 o 6 átomos de carbono estarían dispuestos hexagonalmente en lugar de átomos individuales, como el nodo repetido en la celda unitaria.

## Compuestos

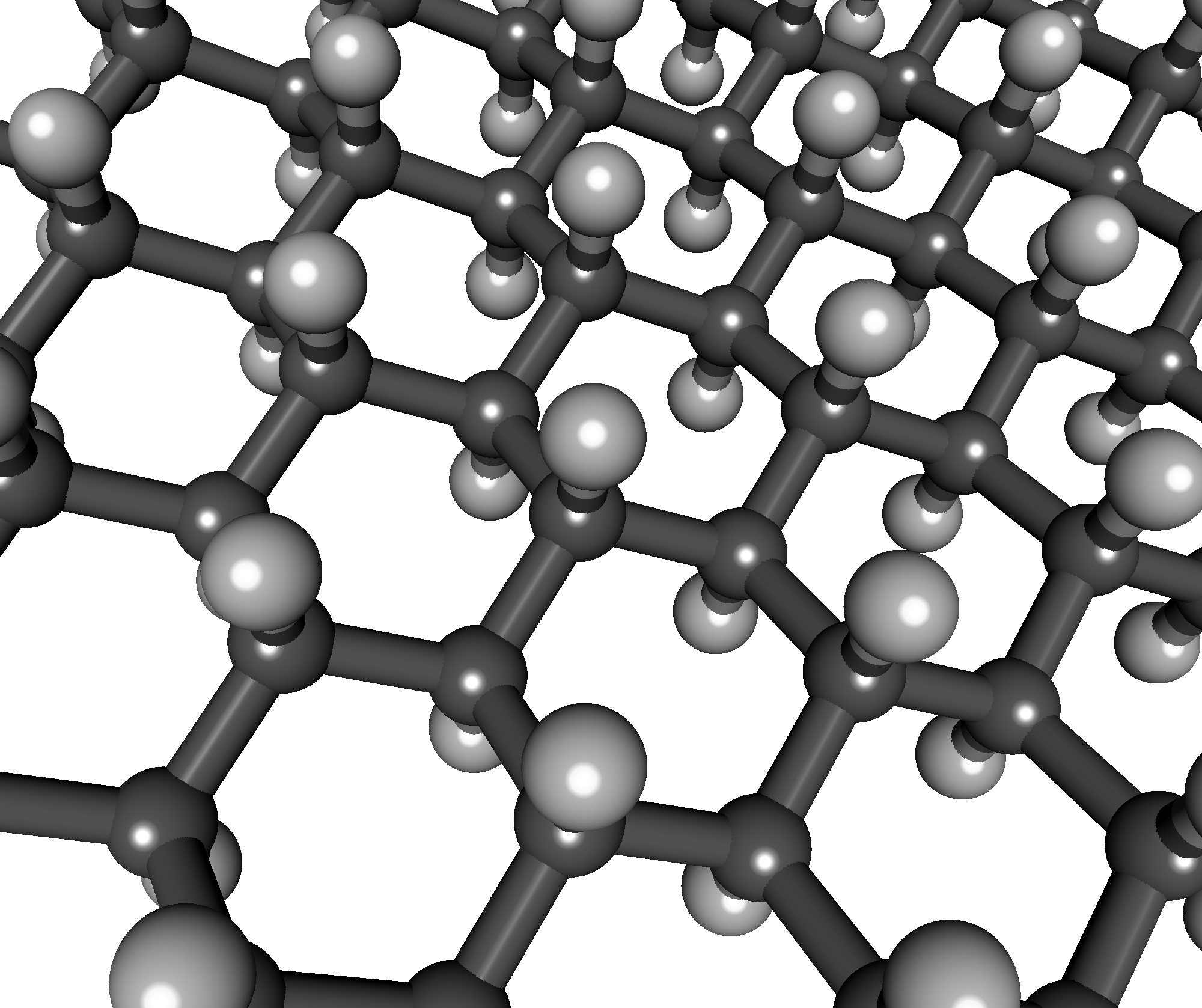
Grafano. Las bolas negras son átomos de carbono, y las blancas, de hidrógeno.

- Grafano (graphane en inglés), (CH)
n

- Nanolámina de nitruro de boro
- Nanolámina de titanato
- Borocarbonitruros

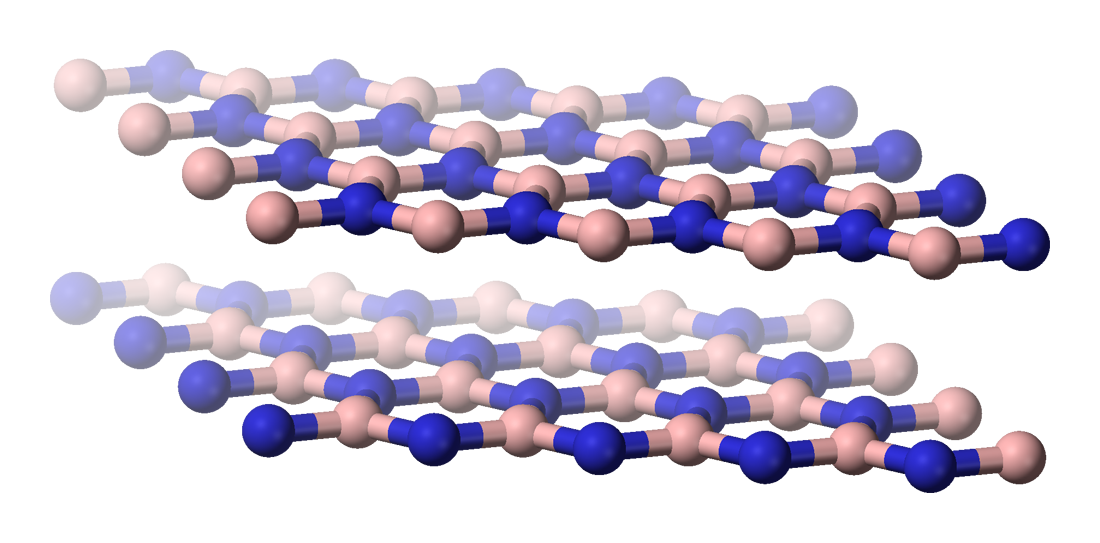
Dos capas apiladas alternativamente de nitruro de boro hexagonal

- MXenos (monocapas de carburos o nitruros metálicos)
- Monocapas de dicalcogenuro de metales de transición
- Sílice 2D
- Bromuro de niobio y cloruro de niobio (Nb
3[X]
8)[60][61][62]

- Germanano

El germanano es un cristal monocapa de germanio con un hidrógeno unido en la dirección z (vertical, si consideramos que la superficie sobre la que se encuentran los átomos de germanio es horizontal) a cada átomo de Ge. La estructura del germanano es similar a la del grafano. El germanio en bruto no adopta esta estructura. El germanano se produce en una ruta de dos pasos a partir del germanuro de calcio. El calcio (Ca) se elimina por desintercalación con HCl para dar un sólido en capas con la fórmula empírica GeH. Los lugares de los átomos de Ca en el CaGe 2 en fase Zintl se intercambian con los átomos de hidrógeno en la solución de HCl, produciendo GeH y CaCl2.

## Aleación superficial combinada
A menudo los materiales monocapa, específicamente los alótropos de un solo elemento químico, se unen al sustrato a través de aleaciones superficiales, que se forman de manera natural (no buscada por los investigadores). De momento este fenómeno se ha probado a través de una combinación de diferentes técnicas de medición para el siliceno, para el cual la aleación es difícil de probar con una sola técnica y, por lo tanto, no se esperaba desde hace mucho tiempo. En consecuencia, también pueden esperarse que se den estas aleaciones superficiales debajo de otros materiales bidimensionales. Estas aleaciones influyen significativamente en las propiedades de la monocapa. Durante el depósito de la monocapa, la aleación actúa como base y andamio, por lo que le allana el camino.

## Orgánicos
El Ni3(HITP)2 es un conductor eléctrico organometálico (lleva níquel), cristalino, con un área de superficie alta y cuya estructura puede ser adaptada en cierta medida a los usos que se le quieran dar. El HITP es un compuesto orgánico (2,3,6,7,10,11-hexaamino trifenileno). Comparte la estructura de panal hexagonal del grafeno. Múltiples capas forman naturalmente pilas perfectamente alineadas, con aberturas idénticas de 2 nm en los centros de los hexágonos. La conductividad eléctrica a temperatura ambiente es ~40 S cm −1, comparable a la del grafito en bruto y entre las más altas para cualquier marco conductor organometálico (MOF por sus siglas en inglés). Su conductividad depende linealmente de la temperatura entre 100 y 500 K, lo que sugiere un mecanismo de transporte de carga inusual que no se había observado previamente en semiconductores orgánicos.
Se afirmó que el material era el primero de un grupo formado por el intercambio de metales por compuestos orgánicos. El material se puede aislar como un polvo o una película con valores de conductividad de 2 y 40 S cm -1, respectivamente.

## Polímeros
Utilizando melamina (estructura de anillo de carbono y nitrógeno) como monómero, los investigadores crearon 2DPA-1, una lámina de polímero bidimensional (normalmente los polímeros son cadenas muy largas de monómeros, y por tanto de una sola dimensión, longitud) unida por enlaces de hidrógeno. La lámina se forma espontáneamente en solución, lo que permite aplicar películas delgadas mediante rotación. Este polímero tiene un límite elástico 2 veces mayor que el del acero y resiste 6 veces más la fuerza de deformación que el vidrio a prueba de balas. Es impermeable a gases y líquidos.

## Combinaciones
Las capas individuales de materiales 2D se pueden combinar en materiales compuestos. Por ejemplo, el grafeno bicapa es un material formado por dos capas de grafeno. Uno de los primeros informes sobre el grafeno bicapa fue en el artículo seminal de 2004 en Science escrito por Andre Geim y sus colegas, en el que describían dispositivos «que contenían solo una, 2 o 3 capas atómicas. Las combinaciones en capas de diferentes materiales 2D se denominan generalmente heteroestructuras de van der Waals. La girotrónica (twistronics en inglés, de twist, torcer) es el estudio de cómo el ángulo entre capas de materiales bidimensionales puede cambiar sus propiedades eléctricas. Pequeños cambios en estos ángulos pueden suponer grandes diferencias en propiedades. Por ejemplo, el llamado "ángulo mágico" entre dos capas de grafeno es 1,05 grados.

## Caracterización
Se utilizan técnicas de microscopía —como microscopía electrónica de transmisión, difracción de electrones 3D, microscopía de sonda de barrido, microscopio de túnel de barrido, y microscopía de fuerza atómica— para caracterizar el grosor y el tamaño de los materiales 2D. Las propiedades eléctricas y las propiedades estructurales, como la composición y los defectos, se caracterizan mediante espectroscopia Raman, difracción de rayos X, y espectroscopia de fotoelectrones de rayos X.

### Caracterización mecánica
La caracterización mecánica de materiales 2D es difícil debido a la reactividad ambiental y las limitaciones del sustrato presentes en muchos de ellos. Con este fin, muchas propiedades mecánicas se calculan mediante simulaciones de dinámica molecular o de mecánica molecular. La caracterización mecánica mediante experimentación directa con el material es posible en materiales 2D que sobrevivan al experimento y que puedan depositarse en sustratos adecuados o existir de forma independiente. Muchos materiales 2D también poseen una deformación fuera del plano, lo que complica aún más medir sus propiedades.
La prueba de nanoindentación se usa comúnmente para medir experimentalmente el módulo elástico, la dureza y la resistencia a la fractura de materiales 2D. A partir de estos valores medidos directamente, existen modelos que permiten estimar la tenacidad a la fractura, el exponente de endurecimiento por trabajo, la tensión residual y el límite elástico. Estos experimentos se realizan utilizando un equipo de nanoindentación dedicado o un microscopio de fuerza atómica (AFM por sus siglas en inglés). Los experimentos de nanoindentación generalmente se ejecutan con el material 2D en forma de tira lineal sujeta por ambos extremos, a la que se le aplica la indentación (incisión) mediante una cuña. Otro método es que el material 2D se encuentre en forma de membrana circular sujeta alrededor de la circunferencia, y la incisión se practique mediante una punta redondeada en el centro de la membrana. 
La geometría de la tira es difícil de preparar, pero permite un análisis más sencillo debido a que los campos de tensiones resultantes son lineales. La segunda geometría, similar a un tambor circular, se usa más comúnmente y se puede preparar fácilmente exfoliando muestras sobre un sustrato estampado. La tensión aplicada a la película en el proceso de sujeción puede denominarse tensión residual. En el caso de capas muy delgadas de materiales 2D, la tensión de flexión generalmente no se tiene en cuenta en las mediciones de indentación, pero en muestras multicapa la tensión de flexión se vuelve relevante. 
Los valores del módulo elástico y de la tensión residual se pueden extraer determinando las porciones lineal y cúbica de la curva experimental de fuerza-desplazamiento (fuerza aplicada a la punta redondeada-desplazamiento de esta punta al penetrar en la superficie del material). La tensión de fractura de la lámina 2D es la que se mide cuando la muestra se rompe. 
Se halló que el tamaño de la punta del AFM tiene poco efecto en la medición de las propiedades elásticas. Sin embargo, la fuerza de ruptura del material depende fuertemente del tamaño de la punta, debido a la concentración de tensión en el vértice de la punta. Usando estas técnicas, se halló que el módulo de elasticidad y el límite elástico del grafeno eran 342 N/m y 55 N/m, respectivamente.
Las mediciones del coeficiente de Poisson en materiales 2D son generalmente sencillas. Para obtener un valor, se somete a tensión una lámina 2D y se miden las respuestas de desplazamiento, o se ejecuta un cálculo por dinámica molecular (MD por sus siglas en inglés). Se ha descubierto que las estructuras únicas que se encuentran en los materiales 2D dan como resultado un comportamiento auxético (sometidos a presión, se expanden, en vez del comportamiento habitual de un material macroscópico, que se comprime) en el fosforeno y el grafeno y una relación de Poisson de 0 en el borofeno de red triangular.
Las mediciones del módulo de cizalladura del grafeno se extrajeron midiendo un cambio en la frecuencia de resonancia en un experimento de oscilador de doble paleta, así como con simulaciones MD.
La resistencia a la fractura de los materiales 2D en Modo I (KIC) se ha medido directamente estirando las capas previamente agrietadas y siguiendo la propagación de las grietas en tiempo real. Las simulaciones MD, así como las simulaciones de mecánica molecular, también se han utilizado para calcular la resistencia a la fractura en el Modo I. En materiales anisotrópicos, como el fosforeno, se encontró que la propagación de grietas ocurre preferentemente a lo largo de ciertas direcciones. Se halló que la mayoría de los materiales 2D sufrían una fractura frágil.

## Aplicaciones
La principal expectativa entre los investigadores es que, dadas sus excepcionales propiedades, los materiales 2D reemplazarán a los semiconductores convencionales para alumbrar una nueva generación de productos electrónicos.

### Aplicaciones biológicas
La investigación sobre nanomateriales 2D aún está en sus inicios, con la mayoría de la investigación centrada en determinar las características de cada material, y escasos trabajos dedicados a sus aplicaciones biomédicas. Sin embargo, los rápidos avances recientes en nanomateriales 2D han planteado importantes preguntas sobre sus interacciones con los restos biológicos. Las nanopartículas 2D, como los materiales 2D a base de carbono, las arcillas de silicatos, los dicalcogenuros de metales de transición (TMD por sus siglas en inglés) y los óxidos de metales de transición (TMO por sus siglas en inglés), brindan una funcionalidad física, química y biológica mejorada debido a sus formas uniformes, altas proporciones superficie/volumen y carga superficial.
Los nanomateriales bidimensionales (2D) son nanomateriales ultrafinos con un alto grado de anisotropía y funcionalidad química. Son muy diversos en cuanto a sus propiedades mecánicas, químicas y ópticas, así como en tamaño, forma, biocompatibilidad y degradabilidad. Estas diversas propiedades hacen que los nanomateriales 2D sean adecuados para una amplia gama de aplicaciones como administración de fármacos, toma de imágenes, ingeniería de tejidos o biosensores. Sin embargo, su nanoestructura de escaso grosor les confiere algunas características comunes. Por ejemplo, los nanomateriales 2D son los materiales más delgados que se conocen, lo que significa que también poseen las áreas superficiales específicas más altas de todos los materiales conocidos. Esta característica hace que estos materiales sean muy valiosos para aplicaciones que requieren altos niveles de interacciones superficiales a pequeña escala. Como resultado, se están explorando nanomateriales 2D para su uso en sistemas de administración de fármacos, donde pueden adsorber grandes cantidades de moléculas de fármacos y mejorar el control de la cinética de liberación del medicamento en el organismo del paciente.
Además, sus excepcionales relaciones de área superficial/volumen y sus valores de módulo típicamente altos los hacen útiles para mejorar las propiedades mecánicas de los nanocompuestos biomédicos y los hidrogeles de nanocompuestos, incluso a bajas concentraciones. 
Su extrema delgadez ha sido fundamental para los avances en la biodetección y la secuenciación de genes. Además, su delgadez les permite responder rápidamente a señales externas como la luz, lo que los hace útiles en terapias ópticas de todo tipo, incluidas aplicaciones de imagen, terapia fototérmica (PTT por sus siglas en inglés) y terapia fotodinámica (PDT por sus siglas en inglés).
Pese al rápido desarrollo de los nanomateriales 2D, la biocompatibilidad de estos materiales debe evaluarse cuidadosamente para que puedan servir para aplicaciones biomédicas. Como estos materiales son tan nuevos, incluso los más conocidos, como el grafeno, están poco estudiados en lo que se refiere a sus interacciones fisiológicas con los tejidos vivos. Además, las complejidades del tamaño y la forma variables de las partículas, las impurezas de la fabricación y las interacciones proteicas e inmunitarias han dado como resultado un mosaico de conocimientos sobre la biocompatibilidad de estos materiales.

## Lectura adicional
- Garcia, J. C.; de Lima, D. B.; Assali, L. V. C.; Justo, J. F. (2011). «Group IV graphene- and graphane-like nanosheets». J. Phys. Chem. C 115 (27): 13242-13246. arXiv:1204.2875. doi:10.1021/jp203657w.
- Xu, Yang; Cheng, Cheng; Du, Sichao; Yang, Jianyi; Yu, Bin; Luo, Jack; Yin, Wenyan; Li, Erping et al. (2016). «Contacts between Two- and Three-Dimensional Materials: Ohmic, Schottky, and p–n Heterojunctions». ACS Nano 10 (5): 4895-4919. PMID 27132492. doi:10.1021/acsnano.6b01842.
- Briggs, Natalie; Subramanian, Shruti; Lin, Zhong; Li, Xufan; Zhang, Xiaotian; Zhang, Kehao; Xiao, Kai; Geohegan, David et al. (2019). «A roadmap for electronic grade 2D materials». 2D Materials 6 (2): 022001. Bibcode:2019TDM.....6b2001B. doi:10.1088/2053-1583/aaf836.
- Shahzad, F.; Alhabeb, M.; Hatter, C. B.; Anasori, B.; Man Hong, S.; Koo, C. M.; Gogotsi, Y. (2016). «Electromagnetic interference shielding with 2D transition metal carbides (MXenes)». Science 353 (6304): 1137-1140. Bibcode:2016Sci...353.1137S. PMID 27609888. doi:10.1126/science.aag2421.
- «Graphene Uses & Applications». Graphenea. Consultado el 13 de abril de 2014.
- Cao, Yameng; Robson, Alexander J.; Alharbi, Abdullah; Roberts, Jonathan; Woodhead, Christopher Stephen; Noori, Yasir Jamal; Gavito, Ramon Bernardo; Shahrjerdi, Davood et al. (2017). «Optical identification using imperfections in 2D materials». 2D Materials 4 (4): 045021. Bibcode:2017TDM.....4d5021C. arXiv:1706.07949. doi:10.1088/2053-1583/aa8b4d.
- Kolesnichenko, Pavel; Zhang, Qianhui; Zheng, Changxi; Fuhrer, Michael; Davis, Jeffrey (2021). «Multidimensional analysis of excitonic spectra of monolayers of tungsten disulphide: toward computer-aided identification of structural and environmental perturbations of 2D materials». Machine Learning: Science and Technology 2 (2): 025021. doi:10.1088/2632-2153/abd87c.

- Datos: Q18378458
- Multimedia: Single-layer materials / Q18378458